# 6729 Emiko
6729 Emiko eller 1991 VV2 är en asteroid i huvudbältet som upptäcktes den 4 november 1991 av den japanska astronomen Satoru Otomo i Kiyosato. Den är uppkallad efter upptäckarens fru, Emiko Otomo.
Asteroiden har en diameter på ungefär 9 kilometer och den tillhör asteroidgruppen Eunomia.